# Justus Roth
Justus Adolf Ludwig Roth (ur. 15 września 1818 w Hamburgu, zm. 1 kwietnia 1892) – niemiecki geolog.

## Życiorys
W mieście rodzinnym był aptekarzem (był tam właścicielem apteki w latach 1844–1848), następnie oddał się geologii i w 1867 został profesorem geologii w Uniwersytecie Berlińskim.
Specjalizował się w krystalografii i wulkanologii, opracowywał mapy geologiczne Śląska.
Ogłosił:
Die Kugelformen im Mineralreich (1844)
Der Vesuv (1857)
Gesteinsanalysen (1861)
Beiträge zur Petrographie der plutonischen Gesteine (4 tomy, 1869-1884)
Über den Serpentin und die genetischen Beziehungen desselben (1870)
Über die Lehre vom Metamorphismus (1871)
Studien am Monte Somma (1877)
Algemeine chemische Geologie (3 tomy, 1879-1893)